# Fossil Echo
Fossil Echo est un jeu vidéo de plates-formes développé et édité par Awaceb, sorti en 2016 sur Windows puis en mars 2017 sur Mac et Linux.

## Accueil
- Gamekult : 7/10[1]